# El Buitrón
El Buitrón es una localidad española del municipio de Zalamea la Real, perteneciente a la provincia de Huelva, en la comunidad autónoma de Andalucía.

## Historia
Hacia mediados del siglo XIX, el lugar ya pertenecía a Zalamea la Real y era mencionado como una aldea con alcalde pedáneo. Aparece descrito en el cuarto volumen del Diccionario geográfico-estadístico-histórico de España y sus posesiones de Ultramar de Pascual Madoz de la siguiente manera:

BEITRON: ald. con alc. p. en la prov. de Huelva, part. jud. de Valverde del Camino, ayunt. de Zalamea la Real (V.): tiene una igl. parr. de entrada con advocacion á Sta. Maria de Jesus, servida por un ecónomo, un sochantre y un acólito, y le es aneja la de otra ald. denominada el Pazuelo.
(Madoz, 1846, p. 486)

En 2023, la entidad singular de población de El Buitrón tenía empadronados 47 habitantes y el núcleo de población 46 habitantes.

## Patrimonio
En la localidad hay una iglesia bajo la advocación de Santa María de Jesús.